# Gérard Hanssen
Gérard Pieter Hanssen (Vorst, 19 april 1897 - Diest, 23 september 1977) was een Belgisch schooldirecteur en liberaal politicus voor de LP en diens opvolger PVV.

## Levensloop
Hanssen studeerde af als regent. Later werd hij directeur van een rijksmiddelbare school en vervolgens van een rijksnormaalschool. Hij was gehuwd.
Hij werd gemeenteraadslid en burgemeester van Diest van 1958 tot 1965. Hij volgde in deze hoedanigheid partijgenoot Louis Grootjans op, zelf werd hij opgevolgd door de christendemocraat Gilbert Cluckers. Daarnaast werd hij in 1965 verkozen tot provinciaal senator, een mandaat dat hij vervulde tot 1968.